# Jacobsonina aliena
Jacobsonina aliena är en kackerlacksart som först beskrevs av Brunner von Wattenwyl 1893.  Jacobsonina aliena ingår i släktet Jacobsonina och familjen småkackerlackor. Inga underarter finns listade i Catalogue of Life.